# 666 (HYDEのアルバム)
『666』（シックス・シックス・シックス）は、日本のロックバンド・L'Arc〜en〜Cielのボーカリストで、シンガーソングライターであるHYDEの2作目のアルバム。2003年12月3日発売。発売元はKi/oon Records内に設立した自身の主宰レーベル、HAUNTED RECORDS。

## 解説
前作『ROENTGEN』以来約1年9ヶ月ぶりとなるスタジオ・アルバム。
本作には、2003年にアルバムに先行してリリースされたシングル「HELLO」「HORIZON」の表題曲を含めた10曲が収められている。なお、本作のマスタリングは、リンキン・パークの『ハイブリッド・セオリー』や、アウトキャストの『スピーカーボックス/ザ・ラヴ・ビロウ』などの制作に参加したブライアン・ガードナーが担当している。

### 背景
2002年3月に発表した前作『ROENTGEN』は、HYDEが「家で聴いて楽しめる音楽」として完成させたかったこともあり、ライヴ活動に関してはプロモーション企画で数本の単発コンサートを行うに留まっていた。そのため、HYDEの中に「ライヴができる様なアルバムを作って、（リスナーの）みんなに会いに行きたい」という気持ちが徐々に芽生えるようになっていったという。そしてHYDEは、アルバム制作を主体とした＜静＞の活動から、ライヴ活動をメインに据えた激しいロックサウンドを追求する＜動＞の活動スタイルに方針を180度転換することにしている。なお、HYDEは本作発売当時に受けたインタビューの中で、前作発売後の心境の変化について「（『ROENTGEN』に関しては）大々的にツアーとかあんまり考えてなかったから。だから、もっと激しいのがしたくなったんですよね」と語っている。
活動方針を転換した後、HYDEは「HELLO」などのデモテープを作りはじめ、Ken（L'Arc〜en〜Ciel）とSakura（ZIGZO、ex.L'Arc〜en〜Ciel）が中心になって結成されたスリーピースバンド、SONS OF ALL PUSSYS（略称：S.O.A.P.）が主催するライヴに出演し、アルバム発表に先駆けて新曲を披露することにしている。HYDEは、S.O.A.P.のライヴへの出演が決まった経緯について「S.O.A.P.とかと飲んでた時に、一緒にライヴできるような曲を今作ってるから、いつか一緒にツアーしようね、みたいな話をSakuraに言ったらしばらくして"すでにブッキングされてるよ"なんて言われて。えっ、もう!?みたいな（笑）」と述懐している。
HYDEはS.O.A.P.主催ライヴに出演した後も、今回の共同プロデュースを担当したK.A.Zが在籍するSpin Aqua、MONORALと共同で開催したイベント「SHAM 03」や、野外ロック・フェスティバル「ROCK IN JAPAN FESTIVAL 2003」といったライヴイベントに出演し、アルバム収録予定曲を先行披露してまわっている。
こうしてHYDEは今回のアルバムで、自身が好んで聴いてきたライヴで盛り上がるようなハードロックを制作する方向にシフトすることになった。ちなみにHYDEは、本作発売当時に受けたインタビューの中で「実質的には『ROENTGEN』が初のソロ・アルバムだけど、自分の中では今回が1stだって意識が強いですね」と述べている。また、2021年に受けたインタビューにおいても「ここからがソロとしての本格的なスタート」と語っている。

### 録音作業と音楽性
『666』の録音作業は、2002年9月に出演したSONS OF ALL PUSSYS（略称：S.O.A.P.）主催のライヴの前からデモ制作が始められ、その後もイベント出演を挟みながら、マスタリング工程以外が日本にて実施されている。HYDEは本作発売当時に受けたインタビューの中で、マスタリングをアメリカ・ロサンゼルスで行うことにした経緯について「（このアルバムは）別にアメリカンなロックではないと思うんですけどね。でもなんか自分的にはアメリカで流れても気持ちいい感じっていうか、そういうのは多少あったかもしんないですね」と述べている。
なお、今回のレコーディングには、Oblivion DustやSpin Aquaでギタリストを務めるK.A.Zが共同プロデューサー兼HYDEのギターアドバイザーとして参加している。また、ギター録りはすべてHYDEが担当している。こういった制作体制を採用したことにより、セルフプロデュースだった前作の制作方法と異なり、今回HYDEはギターフレーズを細かく考える前に、曲全体の表情がみえたら、その大まかなデモをK.A.Zに渡してアレンジを施してもらい、最終的に2人で調整するといった手法をとっている。今回のギターアレンジの方向性について、HYDEは「（スリーピース体制の）ライブで演ることを考えて、あまりダビングしたくないなとは考えてましたね」と述べている。ちなみにHYDEは、今回K.A.Zに共同プロデュースを依頼した経緯について「前回（『ROENTGEN』）は、イギリスに行く前の段階はすごく一人で緻密に作ってた感じですね。イギリスに行ったら、音を言葉で説明するのがきっと難しいだろうなって思ったんで、けっこう作り込んでたんですけど、自分でずーっと作業をやっていくのがすごい大変だったんで、今回はもっと楽しんでやりたいと思って」「たまたま飲み屋でKAZと知り合って、あっ、この人ならバッチリかもって思ったんですよ。ギタリストでもあるし、打ち込みとかの知識もあって、それでいて繊細だし」と述べている。また、K.A.ZはHYDEからのオファーを受けた経緯について「HYDEからプロデュースの依頼を受けたときはうれしかったけれど、俺自身がSpin Aquaを始めたばかりだったから、正直、躊躇もしたかな。でも、いっしょに演ったら、カッコいいサウンドが生まれるかもしれないって予感はあった」と語っている。
さらに今回のレコーディングでは、ドラマーとしてFURUTON（ex.SPACE COWBOY、ex.Oblivion Dust、ex.BUG）、ベーシストとしてHIROKI（ex.media youth、ex.KILLERS）が招聘されている。HYDE曰く、HIROKIの情報はSakura（SONS OF ALL PUSSYS、ex.L'Arc〜en〜Ciel）から教えてもらったといい、それを受けて後日HIROKIが出演する武田真治のライヴを観に行ったという。訪れたライヴでは、HIROKIの後ろでFURUTONがドラムを叩いており、HYDEが声をかけたことをきっかけに、2人がレコーディングに参加してくれることになった。HYDEは2人にオファーした経緯について「もともと彼ら自体が別でバンドやってたっていうのがあったんで、音を合わせた時にアットホームな印象を受けたんですね。なんかクールじゃない感じというか、すごく暖かい感じ。それがいいかなって」「俺が（ギターが）へたくそな分、うまい人じゃないとちょっとツライなとは思ってましたから」と述べている。ちなみに、HYDEと2人が出会うきっかけになったライヴを行っていた武田真治は、本作に収録された楽曲「WORDS OF LOVE」の制作で、サックス奏者として参加している。
上記のメンバーを中心にレコーディングが行われ、HYDEが嗜好するヘヴィなハードロックを下敷きに、ゴシック・ロックやハードコアなどの要素が盛り込まれた楽曲が本作に収められることになった。なお、収録された楽曲はいずれもハードでありながら、メロディアスさやポップセンスが損なわれないような仕上がりになっている。HYDEは今回制作した楽曲について「僕の中で何かしらメロディアスだったり、キャッチーだったりする要素が含まれていないと、よい曲の基準に達さないっていうハードルがあるんです」と述べている。また、今回のHYDEのボーカルワークは、2000年にL'Arc〜en〜Cielとして発表したアルバム『REAL』から引き続き、低音域の声が生かされており、収録曲は自身の低い声域を想定し制作されたものとなっている。さらに本作では、これまでにHYDEが関わった作品にあまりなかった、シャウトするようなアプローチもみせている。HYDEは今回の自身のボーカルワークについて「比較的、自分が好きな中・低域の声を想定して作曲してますね。高い声の場合も歪んだ歌い方なので、そういう点で印象はかなり違うかもしれないですね」「こういう歌のアプローチはしたことがないのに等しいから、ラルクやってたら、こんな歌い方はしてなかったかもしれない。ソロだからこそ、気づいた声だし、チャレンジできたんだと思うし、見つけちゃったから、ラルクにも生かされると思いますよ」と述べている。
なお、作詞作業はHYDEと訳詞家のリン・ホブデイ、もしくはANIS（MONORAL）がディスカッションしながら進められており、前作に続いて英語詞中心でリリックが綴られている。HYDEは作詞作業を振り返り「自分が好きな詞を書いているだけ」「自分自身に訴えかけているところはあるけど、全然、メッセージじゃないですから。映画のようにその世界観に入り込んでほしいなとは思いますけど…。だから、曲が違うから人格も変わってくるんです」と述べている。
余談だが、HYDEは本作発売後の2004年2月から、ソロ名義として初のライヴツアー「HYDE 2004 FIRST TOUR 666」を開催している。このツアーではレコーディングのときと同様に、HYDEがボーカル・ギター、HIROKIがベース、FURUTONがドラムを担当するスリーピースバンド体制で日本全国をまわっている。なお、このツアーはHYDEにとって、"バンドを始めたころの初期衝動"を思い出させるようなものになったという。HYDEはツアー終了後に出演したNHKBShi放送の特別番組の中で、「ギターを弾くので手一杯だった。多分凄い下手くそだったと思うんですけど、最初って。でもなんかすごい懐かしい感じがしましたね、高校生みたいな」「ほんとに本当に高校生以下の演奏だったけどね、多分（笑）。俺以外の2人は上手なのかもしれないけどそれすらも分からないというか、自分のことで手一杯で。でも面白かったですね。今でもそういう気持ちで出来るんだなあって改めて思いますね」とツアーを振り返っている。

### アルバムタイトル、アートワーク
アルバムタイトルには、新約聖書の『ヨハネの黙示録』において「獣の数字（＝悪魔の数字）」に位置付けられている『666』が採用されている。
なお、この数字は映画『オーメン』などのホラー作品によく登場することもあり、ホラー好きなHYDEのイメージと合致するということから、スタッフが事前にCD初回盤の規格品番（KSCL-666）として用意していた経緯がある。そしてHYDEは、このスタッフの厚意を受け、品番の数字をそのままタイトルに採り入れたという。HYDEはこのアルバムタイトルに関し、「全然音楽性とは関係なく、好きなワードからタイトルを選んだ」と語っている。

### リリース形態
フィジカルは、初回限定盤 (CD+DVD) と通常盤 (CD) の2形態で発売されている。初回盤には「HELLO」と「HORIZON」のミュージック・ビデオを収めたDVDが同梱されている。

## 評価

### 批評
- 音楽ライターの森朋之はAmazon.comのレビューにて、「00年代のロック・シーンのメインストリームの中心である“モダン・ヘビィ”の要素を取り入れたサウンド・メイキングは、HYDEの時代を読みとる鋭敏な感度を証明している。＜いま、鳴らされるべき音＞を素早く察知し、それを＜どんな人にでもわかるポップ・ミュージック＞として再構築するセンスには、本当に驚かされる[13]」と本作を批評している。また、森はこのアルバムについて「HYDEのギターを軸としたオーソドックスなバンド感も新鮮かつ魅力的。マニアックなロックファンが聴いても十分に楽しめる、優れたロック・アルバムだ[13]」とコメントしている。- Amazon.com『666 (初回限定DVD付)- HYDE』
- 音楽ライターの土屋京輔は『CDジャーナル』のレビューにて、「幻想的な世界観でゆったりとした耽美空間を作り出した前作『ROENTGEN』とは、まったく異なるアプローチを提示した。もちろん、彼独特の声色やメロディ・ラインは散見されるが、特徴的なのはヘヴィなサウンドで全体を彩ったことだろう。それに同調しながら、荒々しい息遣いまで残す歌唱で挑む姿も印象的だ[13]」と評している。また、土屋は「厭世的な雰囲気が漂うのは時代性だが、その問いかけは普遍性を持つ。感情が放出された後に形作られるのは、決して空虚感ではないはずだ[13]」と本作の印象についてコメントしている。- 音楽出版社『CDジャーナル』（2004年1月号）

### チャート成績
- 本作発売初週となる2003年12月15日付のオリコン週間アルバムチャートにおいて、週間2位を獲得している。

## 収録曲
| 全作詞・作曲: HYDE。 |                          |      |            |             |      |
| #                    | タイトル                 | 作詞 | 作曲・編曲 | 編曲        | 時間 |
| 1.                   | 「SWEET VANILLA」        | HYDE | HYDE       | HYDE, K.A.Z | 4:00 |
| 2.                   | 「HELLO (Album Mix)」    | HYDE | HYDE       | HYDE, K.A.Z | 4:57 |
| 3.                   | 「WORDS OF LOVE」        | HYDE | HYDE       | HYDE, K.A.Z | 4:32 |
| 4.                   | 「HORIZON」              | HYDE | HYDE       | HYDE, K.A.Z | 4:44 |
| 5.                   | 「PRAYER」               | HYDE | HYDE       | HYDE, K.A.Z | 5:12 |
| 6.                   | 「MASQUERADE」           | HYDE | HYDE       | HYDE, K.A.Z | 4:13 |
| 7.                   | 「MIDNIGHT CELEBRATION」 | HYDE | HYDE       | HYDE, K.A.Z | 3:33 |
| 8.                   | 「SHINING OVER YOU」     | HYDE | HYDE       | HYDE, K.A.Z | 6:04 |
| 9.                   | 「FRUITS OF CHAOS」      | HYDE | HYDE       | HYDE, K.A.Z | 5:11 |
| 10.                  | 「HIDEAWAY」             | HYDE | HYDE       | HYDE, K.A.Z | 3:11 |

## 楽曲解説
1. SWEET VANILLA
  - 作詞: HYDE, Lynne Hobday / 作曲: HYDE / 編曲: HYDE, K.A.Z

太くうねるグルーヴと低音域を強調したボーカルが印象的な[9]、アルバムの幕開けを飾るロックナンバー。HYDEは本作発売時に受けたインタビューの中で、この曲について「サウンドも含めて今の自分を象徴している代表曲[4]」「もし、これがHYDEというバンドなら間違いなく代表曲[9]」と述べている。
2. HELLO (Album Mix)
  - 作詞: HYDE, Lynne Hobday / 作曲: HYDE / 編曲: HYDE, K.A.Z

2003年6月に4thシングルの表題曲として発表された楽曲のアルバムバージョン。
ディストーションの効いたギターが印象的な、メロディアスなハードロックテイストの楽曲。この曲にはハードでありながらキャッチーなドライヴ感も内包されているが、HYDEはこの曲の方向性について「アルバムの中でいちばんポップな曲かもしれない[7]」「自分はアンダーグラウンドなものだけでなく、そこにメロディアスさがあることで魅力を感じるからだと思う[14]」と述べている。ちなみにこの曲は、HYDEが参加したSONS OF ALL PUSSYS主催のライヴツアー「BUBBLE FESTiVAL」などで先行披露されていた。
シングルに収録されたバージョンと異なり、本作にはアウトロのフィードバックが若干長いバージョンで収録している。
3. WORDS OF LOVE
  - 作詞: HYDE, ANIS / 作曲: HYDE / 編曲: HYDE, K.A.Z

ヘヴィなギターサウンドと激しいサックスの音色が印象的なダンサンブルなロックナンバー。共同プロデューサーを務めたK.A.Z（Oblivion Dust、Spin Aqua）は、この曲の印象について「ダンス・ミュージック的なノリのよさに、サックスが絡む大人な雰囲気の曲[9]」と述べている。なお、この曲に取り入れられたサックスは、武田真治が演奏している。
歌詞は、HYDE曰く「セクシャルな感じをテーマに詞を書いた[9]」という。ちなみにこの曲では、＜LET'S PLAY SIX SIX SIX＞というフレーズが登場するが[9]、アルバムタイトルの『666』が使われたのはアルバムの中でこの曲のみとなっている。なお、このフレーズは当初違うものだったが、アルバムタイトルを『666』に決めた際に、HYDEが現在のものに変更した経緯がある。そしてフレーズの変更に伴い、ボーカルが録り直されている。
4. HORIZON
  - 作詞: HYDE, Lynne Hobday / 作曲: HYDE / 編曲: HYDE, K.A.Z

2003年11月に5thシングルの表題曲として発表された楽曲。
低音域のボーカルとエフェクトの効いた歌声が場面毎に展開していくロックナンバー。共同プロデューサーを務めたK.A.Z（Oblivion Dust、Spin Aqua）は、この曲の制作を振り返り「広大な世界観と繊細な部分を共存させたかったので、アコースティック・ギターとエレキ・ギターを織り交ぜて、レコーディングでは、"風"が感じられるサウンドづくりを目指した[9]」と述べている。
ちなみにこの曲のミュージック・ビデオは、MTVジャパンが主催する音楽賞「MTV Video Music Awards Japan 2004」の"最優秀buzzASIA賞"にノミネートされている。
5. PRAYER
  - 作詞: HYDE, Lynne Hobday / 作曲: HYDE / 編曲: HYDE, K.A.Z

重厚なサウンドと憂いを帯びたメロディーが特徴的な、ゴシック・ロックからの影響を感じさせるロックナンバー[9]。当初HYDEは、アルバム収録曲の中でも特に気に入っていたことから[9]、この曲を1曲目にすることも考えていたという[9]。
共同プロデューサーを務めたK.A.Z（Oblivion Dust、Spin Aqua）は、この曲のデモ音源を聴いた時の印象について「荒廃した大地をイメージした[9]」と語っている。
歌詞は、HYDE曰く「現代の世界の矛盾と人類が生きているうえでの矛盾、戦争が歌詞のテーマ[9]」だという。
6. MASQUERADE
  - 作詞: HYDE, Lynne Hobday / 作曲: HYDE / 編曲: HYDE, K.A.Z

激しくシャウトするボーカルと、ドライなギターサウンドからメロウなサビに移行する展開が印象的なロックナンバー[9]。共同プロデューサーを務めたK.A.Z（Oblivion Dust、Spin Aqua）は、この曲のアレンジ作業を振り返り「デモ・テープの時点からあったグランジの要素に、近未来的な要素をプラスした[9]」と述懐している。
なお、この曲にはスピーチのようなラップボーカルが入っているが[9][10]、これはANIS（MONORAL）によるものである。
ちなみにこの曲は、2004年4月24日に公開された映画『CASSHERN』において挿入曲として使用されており、同映画のサウンドトラック『OUR LAST DAY-CASSHERN OFFICIAL ALBUM-』にも収録されている。
7. MIDNIGHT CELEBRATION
  - 作詞: HYDE, ANIS / 作曲: HYDE / 編曲: HYDE, K.A.Z

ライヴでの盛り上がりを意識し制作されたダークかつアグレッシブなナンバー。HYDEはこの曲の制作を振り返り「当初、アルバムの中でいちばんハード・コアだと思ってたんですけど、完成させるときににこの曲をどうやってキャッチーに聴かせるかをずっと考えてた[7]」と述べている。また、共同プロデューサーを務めたK.A.Z（Oblivion Dust、Spin Aqua）は、この曲の仕上がりについて「ドラムンベースやテクノの感覚にも似たダイナミックな展開。HYDEの緊迫感のあるボーカルのカッコよさ[9]」が印象的と語っている。
この曲は、本作を引っ提げて開催されたライヴツアー「HYDE 2004 FIRST TOUR 666」の後に行った公演でも、頻繁にセットリストに組みこまれるライヴのスタンダードソングになっている。また、ソロ単独名義で開催したライヴに限らず、HYDEとK.A.Zが2008年に結成したロックユニット、VAMPSのライヴでも頻繁に演奏されている。
なお、2018年に発表した8thシングル「WHO'S GONNA SAVE US」のカップリングには、この曲のリレンジ・リレコーディングバージョンとなる「MIDNIGHT CELEBRATION II」が収録されている。このバージョンの制作では、Pay money To my PainのギタリストであるPABLOがコード進行を一部変更したうえで、nishi-kenが編曲作業を行っている。さらに、2019年発表の4thアルバム『ANTI』にこの曲を再収録するにあたり、「MIDNIGHT CELEBRATION II anti mix」として再度リアレンジが実施されている。
8. SHINING OVER YOU
  - 作詞: HYDE, ANIS / 作曲: HYDE / 編曲: HYDE, K.A.Z

アルバムの雰囲気を変えるウェットな情緒があふれるナンバー。HYDEはこの曲を「ラルクに通じるメロディーの曲[7]」と表現しており、繊細なメロディや[9]、一曲の中で高域と低域を場面毎に使い分けるボーカルワークなど[9]、L'Arc〜en〜CielでHYDEが手掛ける楽曲・歌唱法を思わせる雰囲気のある楽曲になっている。
なお、共同プロデューサーを務めたK.A.Z（Oblivion Dust、Spin Aqua）は、この曲のアレンジ作業を振り返り「（曲の）後半に向かうにつれて広がっていく曲の世界観をストリングスのコードの変化で演出した[9]」と述懐している。また、K.A.ZはHYDEが綴った歌詞の印象について「歌詞の"さよなら"ということばが心に刺さる[9]」と述べている。
9. FRUITS OF CHAOS
  - 作詞: HYDE, ANIS / 作曲: HYDE / 編曲: HYDE, K.A.Z

ルーズなギターのカッティングと、バックで鳴るアコースティック・ギターの音色が印象的なミディアムなロックナンバー[9]。共同プロデューサーを務めたK.A.Z（Oblivion Dust、Spin Aqua）は、この曲のレコーディングを振り返り「サビのシャープで繊細な雰囲気を表現するために、かなり時間を費やした[9]」と述懐している。
10. HIDEAWAY
  - 作詞: HYDE, Lynne Hobday / 作曲: HYDE / 編曲: HYDE, K.A.Z

軽快な余韻を残すようにアルバムの最後に配置された、メロ・コア系のパンクナンバー[9]。HYDEの「一つだけ感じが違う曲を最後に入れるのも手だな」という考えから、毛色の違う楽曲が本作の最後に置かれることになった。また、HYDEは本作発売当時に受けたインタビューの中で、「ストリート感を残して終わりたかった[9]」と語っている。
上記のHYDEのイメージを踏まえ、「カラッとしたL.A.サウンド」のような音を意識したうえでアレンジ作業が行われている[9]。

## 初回限定盤特典DVD
1. HELLO
Directed by 小島淳二 (teevee graphics)、河野良武 (HAKUHODO)
Director of Photography：Kazunali Tajima
Stylist：Tadashi Mochizuki (eight peace)
Hair & Make-Up：Michou. (FEMME / Les Doigt)
Production Producer：Shinji Mita, Koji Takayama (teevee graphics)
2. HORIZON
Directed by 辻川幸一郎
Cinematographer：Toyotaro Shigemori
Stylist：Yasuhiro Watanabe (FEMME)
Hair & Make-Up：Takahiro Hsashimoto (SHIMA)
Production Producer：Kazuyuki Machida, Kazutomo Tanjo, Takaomi Maeda (TOHOKUSHINSHA)
Creative Director：箭内道彦 (kaze to rock)

## クレジット
- All Songs Produced & Arranged by HYDE, K.A.Z (from Spin Aqua)
- All Songs Written by HYDE
  - (Except Tr.3,7,8,9 Lyrics by HYDE / ANIS, Tr.1,2,4,5,6,10 Lyrics by HYDE / Lynne Hobday)
- Vocals and Guitars：HYDE
  - Drums：FURUTON
  - Bass：HIROKI
  - Synthesizer Programming, Additonal Guitars：K.A.Z
  - Saxophone (on Tr.3)：武田真治
  - Speech (on Tr.6)：ANIS (from monoral)
    - Pre Production, Synthesizer Programming：斎藤仁 (Palms Entertainment)
    - Guitar and Bass Technician：Kazutaka Minemori
    - Guitar Equipment：Akira Watanabe
    - English Direction：ANIS (Except Tr.2), Stephan McKnight (Tr.2)

[Produce & Mastering]
- Recording Engineer：比留間整, エリック・ウェストフォール
- Mixing Engineer：比留間整 (Tr.1,2,3,4,8,9), ジョシュ・ウィルバー (Tr.5,6,7,10)
- Assistant Engineer：Masahiro Shimbo, Rie Yoshida, Hiroyuki Sukano, Yusuke Nakano (Warner Music Studio), Taiju Tanaka (Hitokuchizaka Stuidos), Yasufumi Sugahara (TAI Studio), Hitomi Suzuki (ON AIR AZABU Studio)
- Mastering Engineer：ブライアン・ガードナー (Bernie Grundman Mastering LA)

[Artwork etc]
- Art direction & Design：篠田直樹 (bright light)
- Photographer：Osami Yabuta
- Hair & Make-Up：Takahiro Hashimoto (SHIMA)
- Location Coordinate：Mieko Tokue
- A&R Producer：中山千恵子 (Ki/oon Records)
- Director：Hideki Kokumai (Ki/oon Records)
- A&R：Yoshihiro Hagihara, Soh Fukuda (Ki/oon Records)
- Artist Promotion：Kenichi Hirose, Masahito Ishikawa, Toru Yamamoto, Yuki Ishida, Syunsuke Arita, Chisako Iizuka, Atsuya Iwasaki, Hiromitsu Miyaji, Kazunori Sakamoto, Yasuaki Aoyagi, Katsuma Kanbe, Kayo Nishiyama, Izumi Okamura
- Artist Management：福島清志（Theo）, Atsushi Fujiwara (Theo)
- Overseas Coordinate：Gary Newby, Hiromi Newby, Jun Umemoto
- Executive Producer：中山道彦 (Ki/oon Records)
- Special Thanks：Shojiro Koyama (Back Stage Project), Pearl

## タイアップ
| 年     | 楽曲             | タイアップ                                                                               |
| ------ | ---------------- | ---------------------------------------------------------------------------------------- |
| 2003年 | HELLO            | ドワンゴ「いろメロミックス」CMソング（本人出演）                                         |
| 2003年 | HORIZON          | 東映配給映画『スカイハイ 劇場版』主題歌                                                  |
| 2003年 | SWEET VANILLA    | ドワンゴ「いろメロミックス」CMソング（本人出演）                                         |
| 2003年 | MASQUERADE       | 松竹配給映画『CASSHERN』挿入曲                                                           |
| 2003年 | SHINING OVER YOU | ニンテンドー ゲームキューブ用ゲーム『バテン・カイトス 終わらない翼と失われた海』CMソング |